# كارميلو أبيت
كارميلو أبيت (بالإيطالية: Carmelo Abbate)‏ هو صحفي إيطالي، ولد في 5 أغسطس 1971 في كاستلبونو في إيطاليا.